# Гехи-Чу
Гехи-Чу́ (чечен. Гихчу) — село в Урус-Мартановском районе Чеченской Республики. Административный центр Гехи-Чуйского сельского поселения.

## География
Село расположено по обоим берегам реки Гехи (чечен. ГихтӀа), в 9 км к юго-западу от районного центра — города Урус-Мартан.
Ближайшие населённые пункты: на севере — Валерик, на северо-востоке — Гехи, на северо-западе — Катыр-Юрт, на западе — Шалажи, на востоке — Рошни-Чу.
На юге села находятся горы Хюс-Корт и Чолх-Корт.

## История
Во время Шейха Мансура и Кавказской войны в предгорье у долины реки Гехи, где ныне находится Гехи-Чу, находилось несколько хуторов: Демин-КӀотар, Валарг-Чу, Темаркъин-КӀотар, Маусур, Нурикой, Верхне-Гехинские хутора и др.. В этих поселениях находили приют жители близлежащих крупных сёл во время походов царских войск, в основном из Гехов.
10 декабря 1851 года по старому стилю между сёлами Гехи-Чу и Гехи был убит генерал Н. В. Слепцов. Именно этот генерал во главе с Назрановским отрядом действовал против чеченцев в 1845 году в Малой Чечне.
В 1944 году после выселения чеченцев и упразднения Чечено-Ингушской АССР, селение Гехи-чу было переименовано в Горное.
После восстановления Чечено-Ингушской АССР, в 1958 году населённому пункту было возвращено его прежнее название — Гехи-чу.
21 апреля 1996 года в Гехи-Чу был убит президент Чеченской Республики Ичкерия — Джохар Дудаев.
Во время первой и второй чеченских войн село значительно пострадало.

## Население
| 1990  | 2002  | 2010  | 2012  | 2013  | 2014  | 2015  |
| ----- | ----- | ----- | ----- | ----- | ----- | ----- |
| 2113  | ↘1835 | ↗2342 | ↗2396 | ↗2428 | ↗2465 | ↗2505 |
| 2016  | 2017  | 2018  | 2019  | 2020  | 2021  | 2023  |
| ↗2531 | ↗2548 | ↗2569 | ↗2601 | ↘2587 | ↗2609 | ↗2659 |
| 2024  |       |       |       |       |       |       |
| ↗2679 |       |       |       |       |       |       |

В селе проживают чеченцы из тайпов: нашхой, пешхой, кей, аьккхи, никархой, арселой, мозгарой (гар нашхой) и др..

## Образование
- Гехи-Чуйская муниципальная средняя общеобразовательная школа[29].